# كاريس ليفيرت
كاريس ليفيرت (بالإنجليزية: Caris LeVert)‏ مواليد 25 أغسطس 1994 في كولومبوس، هو لاعب كرة سلة أمريكي. بدأ مسيرته الاحترافية في سنة 2016. تم اختياره من قبل فريق إنديانا بايسرز خلال الدرافت. يلعب مع بروكلين نتس في الرابطة الوطنية لكرة السلة. يحمل الرقم 22. يبلغ طوله 6 قدم 7 بوصة (2.0 م).

## روابط خارجية
- كاريس ليفيرت على موقع إن بي أي (الإنجليزية)
- كاريس ليفيرت على موقع سبورتس رفرنس (الإنجليزية)
- كاريس ليفيرت على موقع كرة السلة الأوروبية.كوم (الإنجليزية)
- كاريس ليفيرت على موقع DraftExpress.com (الإنجليزية)
- كاريس ليفيرت على موقع إي إس بي إن.كوم (الإنجليزية)
- كاريس ليفيرت على موقع كلية كرة السلة في سبورتس رفرنس.كوم (الإنجليزية)
- كاريس ليفيرت على موقع ريلجم (الإنجليزية)
- كاريس ليفيرت على موقع بروبوليرز (الإنجليزية)